# 董元
董 元（とう げん、? - 271年）は、西晋の武将。益州建寧郡の人。

## 生涯
咸熙元年（264年）、呉の交趾太守・孫諝の暴政により郡吏の呂興に殺害される事件が起こった。晋朝は呂興を太守に任じるが功曹に殺され、代わりに建寧郡の爨谷を太守として、牙門将の董元、毛炅、孟幹、孟通、爨熊（能）、李松、王素（業）ら部曲を付けて派遣した。彼らが265年に到着して郡内を慰撫するも、しばらくして爨谷は死去し、後任の馬融も死去すると、霍弋は次に犍為郡の楊稷を太守に任じ、各牙門らは雑号将軍に昇進した。
一方で、268年に呉から交州刺史・劉俊、大都督・脩則、顧容らの軍勢が派兵されたが、楊稷らは呉軍の三度の攻撃をすべて撃退し、鬱林、九真郡も帰順してきた。10月、楊稷は毛炅と董元を合浦郡に派遣すると、古城での戦闘で呉軍を大破して劉俊、脩則らを斬った。こうした功績から楊稷の上表で毛炅が鬱林太守、董元が九真太守に任じられた。
泰始七年（271年）春、呉は虞汜を監軍にして大都督・薛珝と陶璜を交州に派兵した。楊稷らは分水の戦いで呉軍を退けるも、董元は陶璜の夜襲を受け宝物を奪われた。その後、陶璜が不意を突いて海路から交趾城に襲来すると、董元の軍勢が防衛にあたった。董元は部隊を偽って後退させて垣根の内側の伏兵を繰り出したが、陶璜に見破られており大敗した。
陶璜は以前、董元から奪った錦数千匹を使って扶厳夷の首領・梁奇から１万ほどの軍勢を借り受けた。また董元麾下の勇将・解系の弟・解象に誘いをかけると、陶璜の軺車（一頭立ての馬車）に乗せ、鼓吹隊などを付けて厚遇した。これを知った董元は「解象ですらこの有様なら、解系は必ず去るだろう」と解系を殺害した。こうした陶璜の計略もあり、同年4月に虞汜に破れて董元は斬られた。
董元の死後、九真郡は王素が代わりの太守となった。しかし、７月に交趾が陥落すると王素は（董元の牙門将）王承と共に故郷の南中に帰ろうとしたところを陶璜配下の衛濮に捕縛された。その後は九真郡の功曹・李祚が吏民を率いて固く守ったが、最終的には陶璜に陥落させられた。